# No Country for Old Men
No Country for Old Men (titulada: Sin lugar para los débiles en Hispanoamérica y No es país para viejos en España) es una película estadounidense del año 2007, escrita, dirigida, producida y montada por los hermanos Coen, basada en la novela No es país para viejos de Cormac McCarthy. La película es protagonizada por Tommy Lee Jones, Javier Bardem y Josh Brolin y narra la historia de un hombre que se topa con una fortuna que no le pertenece, lo que genera un drama que entrelaza los caminos de tres hombres en el desértico paisaje del oeste de Texas en los años 1980. Reaparecen temáticas de destino, conciencia y circunstancias que los hermanos Coen habían tratado previamente en Blood Simple y Fargo.
La película fue estrenada y compitió en el Festival de Cannes 2007 el 19 de mayo. Entre los cuatro Premios Oscar que se llevó la película, los Coen consiguieron el de Mejor película, Mejor director y Mejor guion adaptado, pasando a acompañar a los cuatro directores que previamente habían ganado tres veces por una misma cinta. Además, la película ganó tres Premios BAFTA incluyendo el de Mejor director, y dos Premios Globo de Oro. El American Film Institute la nombró como una de las películas del año, y el National Board of Review la seleccionó como la mejor del año 2007.
Ampliamente considerada una de las mejores películas de los años 2000, muchos críticos incluyeron esta película en sus listas de las mejores películas de 2007, más que ninguna otra, y muchos la consideraron la mejor película de los hermanos Coen hasta la fecha. The Guardian comentó que "las habilidades técnicas de los Coen y su percepción del Western clasicista basado en el paisaje reminiscente de Anthony Mann y Sam Peckinpah, son igualadas por pocos directores actuales", y Peter Travers de la Rolling Stone dijo que es "un nuevo punto alto en la carrera de los hermanos Coen".

## Argumento
En el oeste de Texas, en junio de 1980, todo está desolado y es un país abierto. El investigador de homicidios Ed Tom Bell (Tommy Lee Jones) lamenta el aumento de la violencia en una región en la que, como su padre y su abuelo antes que él, se ha vinculado a la oficina del sheriff.
Llewelyn Moss (Josh Brolin), cazador de antílopes, se encuentra con las consecuencias de un negocio de drogas que ha salido mal: varios hombres muertos, vehículos abandonados y, en el interior de uno de ellos, un mexicano moribundo que le pide agua. Llewelyn encuentra dos millones de dólares en un bolso tipo maletín, que lleva a su casa-remolque. Más tarde, esa noche, agobiado por la culpa, vuelve con agua para tratar de ayudar al hombre moribundo, pero, tras revisar la camioneta en donde se encontraba el hombre, comprueba que ha sido asesinado a tiros, momento en el que llega un vehículo con dos hombres armados que le disparan. Cuando logra huir de ellos regresa a casa, coge el dinero, manda a su esposa Carla Jean (Kelly Macdonald) a casa de su madre lejos de la ciudad y se dirige a un hotel en el condado vecino, donde esconde la bolsa con dinero en la salida de aire de la habitación.
Anton Chigurh (Javier Bardem) es un asesino a sueldo que ha sido contratado para recuperar el maletín del dinero. Ya ha estrangulado a un agente del alguacil para escapar de la custodia y robado un coche mediante el uso de una pistola de perno cautivo para matar al conductor. Ahora lleva un receptor que rastrea el dinero a través de un dispositivo de localización que se oculta en el interior del maletín. Hallando la guarida de Moss en la noche, Chigurh asesina a un grupo de mexicanos que se hospedaban en el hotel con la intención emboscar a Moss. Mientras Chigurh quita la cubierta de ventilación con una moneda de diez centavos, Moss escapa sin llegar a ser visto y busca un lugar en donde esconderse de él.
En un hotel de la ciudad fronteriza, Moss sospecha que lo están rastreando y finalmente encuentra el rastreador electrónico escondido en los billetes dentro del maletín, pero no antes de que Chigurh esté ya sobre él. Un tiroteo entre ellos se desarrolla en el hotel y las calles, dejando a los dos hombres heridos, al chocar la camioneta que secuestra, se oculta detrás de un auto estacionado para esperar al sicario y tratar de matarlo. Moss huye a través de la frontera, y se desmaya debido a sus heridas antes de ser trasladado a un hospital de México. Allí, Carson Wells (Woody Harrelson), otro agente contratado para recuperar el dinero, le ofrece protección a cambio de la bolsa con dinero, y espera que le devuelvan el maletín con dinero en forma voluntaria.
Después de limpiar y coser sus propias heridas con suministros robados en una farmacia, a la que entra incendiando un auto estacionado como distracción, Anton Chigurh sorprende a Carson Wells en un hotel, lo sigue, entra con él a la habitación y lo mata. Recibe una llamada y, levantando sus pies para evitar dejar huellas con sangre, Chigurh le promete a Moss que su esposa Carla Jean pasará intacta la frontera si le da el dinero. Moss se mantiene desafiante y no acepta su oferta.
Moss acuerda encontrarse con su esposa Carla en un hotel en El Paso, para darle el dinero y evitar el peligro. Carla telefonea a Bell y le dice hacia dónde se dirige su marido con la condición de que lo proteja de los hombres que quieren cazarlo. Bell acepta la oferta para salvar a su marido; sin embargo, cuando llega sólo tiene tiempo de ver cómo una camioneta que lleva a varios hombres a toda velocidad se aleja del hotel y encuentra a Moss muerto en su habitación. Esa noche, Bell regresa a la escena del crimen y encuentra la cerradura aplastada con un sospechoso estilo familiar. Chigurh se esconde detrás de la puerta de una habitación del hotel. Con su arma en la mano, Bell entra en la habitación de Moss y nota que la cubierta de ventilación se ha abierto con una moneda de diez centavos y la ventilación está vacía.
Bell visita a su tío Ellis (Barry Corbin), un exagente de la ley. Bell planea retirarse porque se siente "superado", pero Ellis señala que la región siempre ha sido violenta. Para Ellis, "nadie va a esperar por él, porque eso es vanidad".
Carla Jean regresa del funeral de su madre que estaba enferma, para encontrar a Chigurh sentado esperándola en el dormitorio. Cuando ella le dice que no tiene el dinero, él comenta que recuerda la promesa que le hizo a su marido Moss, que podría haberla salvado pero que Moss eligió salvarse solo. Lo mejor que Chigurh le ofrece es lanzar una moneda al aire, que ella adivine de qué lado de la moneda ha caído y si acierta salvará su vida. Ella se niega a elegir y le dice que la elección es suya y no de una moneda. Chigurh sale de la casa solo y comprueba cuidadosamente las suelas de sus botas, indicando que muy probablemente la haya matado.
Mientras Chigurh se marcha en automóvil, tiene un grave accidente al recibir un fuerte impacto por parte de otro coche, quedando malherido y con el brazo izquierdo roto. Al abandonar el vehículo dañado y sentarse en la acera, se acercan dos chicos en bicicleta preguntando si está bien y avisándole de que vendrá una ambulancia porque un vecino la llamó. Anton le pide la camisa a uno de los chicos para hacerse un cabestrillo y les indica que no digan a nadie de que lo vieron allí, tras lo cual se aleja a pie de la zona.
Ahora retirado, Bell comparte dos sueños con su esposa (Tess Harper), tanto que involucra a su difunto padre. En el primer sueño que perdió "un poco de dinero" que su padre le había dado, en el segundo, él y su padre estaban montando a caballo a través de un puerto de montaña nevado. Su padre, que llevaba fuego en un cuerno, en silencio pasó con la cabeza baja, "pasando por delante, y batallando para hacer un fuego" en la oscuridad circundante y fría. Bell sabía que cuando llegara, su padre estaría esperando.

## Reparto
- Tommy Lee Jones como Sheriff Ed Tom Bell, un lacónico sheriff del condado a punto de retirarse que sigue las pistas de Chigurh y Moss.
- Javier Bardem como Anton Chigurh, un asesino a sueldo contratado para recuperar el dinero perdido.
- Josh Brolin como Llewelyn Moss, un soldador y veterano de Vietnam que huye con dos millones de dólares relacionados al negocio de las drogas que encuentra en un campo en Texas.
- Woody Harrelson como Carson Wells, un cazador de recompensas y conocido de Chigurh, también contratado para recuperar el dinero.
- Kelly Macdonald como Carla Jean Moss, esposa de Llewelyn Moss.
- Garret Dillahunt como Wendell, el inexperto ayudante del sheriff Bell.
- Tess Harper como Loretta Bell, esposa del sheriff Bell.
- Barry Corbin como Ellis, un sheriff retirado, herido en cumplimiento de su deber, ahora en silla de ruedas.
- Beth Grant como Agnes Kracik, madre de Carla Jean y suegra de Moss.
- Stephen Root como El hombre que contrata a Chigurh, a Wells y a los mexicanos.
- Gene Jones como Thomas Thayer, el veterano propietario de una estación de servicio rural.

## Producción
El productor Scott Rudin compró los derechos de la novela de McCarthy y sugirió una adaptación a los hermanos Coen, quienes en ese momento intentaban adaptar la novela To the White Sea de James Dickey. En agosto de 2005, los Coen se pusieron de acuerdo para escribir y dirigir la adaptación al cine de No Country for Old Men, habiéndose identificado con el modo en que la novela transmitía una identidad geográfica y también con cómo representaba las convenciones del género. Sobre el enfoque no convencional Joel Coen dijo: "Eso a nosotros nos resultó familiar y simpático; nos sentimos naturalmente atraídos al género trastocado. Nos gustó el hecho de que los tipos malos nunca se encuentran realmente con los buenos, que McCarthy no siguiése la línea de expectativas". Los Coen comentaron que el atractivo de la novela es su "naturaleza despiadada". Ethan Coen explicó: "Esa es una marca distintiva del libro, que tiene paisajes y personajes inolvidables pero también se trata sobre encontrar algún tipo de belleza sin ser sentimental". La adaptación fue la segunda del trabajo de McCarthy, después de la película All the Pretty Horses del año 2000.

### Escritura
El guion de los Coen fue atípicamente fiel al material original. Sobre el proceso de escritura, Ethan dijo: "Uno de nosotros escribe en el ordenador mientras que el otro sostiene abierto el libro". Aun así, hicieron recortes cuando fue necesario. Un adolescente que se fuga de su casa que aparece al final de libro y trasfondo relacionado con Bell fueron ignorados. También se modificó la reacción de Carla Jean cuando finalmente se enfrenta a Chigurh. Kelly Macdonald explicó a CanMag: "El final del libro es diferente. Ella reacciona más de una manera en que yo reacciono. Se derrumba un poco. En la película ha pasado por mucho y no tiene más que perder. Tiene un modo tranquilo de aceptarlo".
Richard Corliss de Time indicó que "los hermanos Coen han adaptado antes trabajos literarios. Miller's Crossing fue una astuta, no reconocida, mezcla de dos historia de Dashiell Hammett, Cosecha roja y La llave de cristal; y O Brother, Where Art Thou? trasladó la Odisea de Homero al sur de Estados Unidos de los año 1930. Pero No Country for Old Men es su primera película tomada, bastante llanamente, de una novela estadounidense contemporánea" (su película de 2004, The Ladykillers, está basada en una comedia negra británica de 1955 del mismo nombre).

La escritura también se destaca por su uso mínimo del diálogo. Josh Brolin habló sobre sus nervios iniciales relacionados con tener tan poco diálogo con el cual trabajar: 
Era miedo, seguro, porque como actor el diálogo es en lo que te apoyas [...] El drama y todo lo relacionado está motivado por el diálogo. Tienes que descubrir diferentes maneras con las cuales expresar ideas. No quieres sobrecompensar, porque el miedo es que serás aburrido si no pasa nada. Comienzas a hacer esto y aquello, y te sacas el sombrero y te lo pones otra vez, o alguna mierda que no se necesita. Así que sí, tenía un poco miedo de eso al principio.
Peter Travers de la Rolling Stone elogió la adaptación. "Desde que Robert Altman se mezcló con las historias cortas de Raymond Carver en Short Cuts ningún cineasta y autor se ha fusionado con tan devastador impacto como los Coen y McCarthy. El bien y el mal son derribados con un riguroso reparo en la complejidad involucrada".
El director Joel Coen justificó su interés por la novela de McCarthy. "Hay algo en ella. Había ecos de eso en No Country for Old Men que eran muy interesante para nosotros", dijo, "porque era la idea del trabajo físico que alguien hace lo que ayuda a revelar quienes son y es parte del carácter de la historia. Porque solo viste esta persona en esta película haciendo cosas para sobrevivir y hacer este viaje, y el hecho de que estés recibiendo eso, en vez de diálogos, para nosotros era interesante".
Joel Coen dijo que esta es la "primera adaptación" de los hermanos. Más adelante explicó por qué eligieron esa novela: "¿Por qué no empezar con Cormac? ¿Por qué no empezar con el mejor?". Coen describió esta novela de McCarthy en particular como: "A diferencia de sus otras novelas... Esta es más pulp". Indicó que no modificaron mucho en la adaptación. "Es en realidad solo compresión", dijo. "No creamos nuevas situaciones". Más adelante dijo que él y su hermano Ethan nunca habían conocido a McCarthy mientras escribían el guion, pero lo conocieron durante la filmación de la película. Él piensa que a McCarthy le gustó la película, mientras que Ethan dijo: "No nos gritó. De hecho estábamos en el cine con él cuando la vio... y lo oí reírse por lo bajo un par de veces, así que tomo eso como un signo de aprobación, no sé, quizás con atrevimiento".

#### Título
El título fue tomado de la primera línea del poema "Sailing to Byzantium", escrito por el poeta y dramaturgo irlandés del siglo XX William Butler Yeats:

That is no country for old men. The young
In one another's arms, birds in the trees
– Those dying generations – at their song,
The salmon-falls, the mackerel-crowded seas,
Fish, flesh, or fowl, commend all summer long
Whatever is begotten, born, and dies.
Caught in that sensual music all neglect
Monuments of unageing intellect.
Aquel no es un país para hombres viejos. Los jóvenes
Tomados del brazo, las aves en los árboles
– Las generaciones que mueren – cantando,
Las cascadas de salmón, los mares repletos de caballa,
Peces, animales, aves, encomian todo el verano
Todo aquello que se produce, nace, y muere.
Atrapado en esa música sensual todo ignora
Monumentos de intelecto que no envejece.

Richard Gilmore relaciona el poema de Yeats con la película de los Coen. "El lamento que puede ser oído en estas líneas", dice, "ya no pertenece al país de los jóvenes. Es también un lamento por la manera en que los jóvenes ignoran la sabiduría del pasado y, presumidamente, de los viejos... Yeats elige Bizancio (Byzantium) porque fue una gran ciudad cristiana en donde a la Academia platónica, durante un tiempo, todavía se le permitía funcionar. El periodo histórico de Bizancio fue una época de culminación y transición. En su libro de relatos místicos, A Vision, Yeats dice: 'Pienso que en la Bizancio temprana, quizás nunca antes o desde que se tiene registro, la vida religiosa, estética y práctica fueron una, que los arquitectos y artesanos hablaran con la multitud y con las minorías de forma parecida'. La idea de balance y coherencia en la sociedad religiosa, estética y la vida práctica es el ideal de Yeats... El un ideal rara vez notado en este mundo y quizás no siquiera en la antigua Bizancio. Desde luego dentro del contexto de la película No Country for Old Men, uno tiene la sensación, especialmente por parte de Bell como el cronista de los tiempos, de que las cosas están desalineadas, que el balance y la armonía desaparecieron de la tierra y de la gente".

#### Diferencias con la novela
Craig Kennedy agrega que "una diferencia clave es el enfoque. La novela pertenece al Sheriff Bell. Cada capítulo comienza con la narración de Bell, la cual se enlaza y complementa con la acción de la historia principal. Aunque la película empieza con Bell hablando, mucho de lo que dice en el libro es resumido y aparece de otras maneras. Además, Bell tiene una historia de fondo en el libro que no aparece en la película. El resultado es una película más simplificada temáticamente, pero que le da a los personajes más oportunidades de brillar".
Jay Ellis habla sobre el encuentro de Chigurh con el hombre detrás del mostrador en la estación de servicio. "Cuando McCarthy nos da la pregunta de Chigurh como 'Qué es lo que más has visto perder en una lanzada de moneda?'", dice, "la película suprime la palabra 'visto', pero por supuesto los Coen tienden a lo visual. Cuando el libro describe la ambientación como 'casi oscura', la película claramente describe mediodía: no se pueden notar sombras en la escena de la gasolinera, y la luz del sol es brillante incluso detrás de las nubes. La luz entra uniformemente a través de dos ventanas y una puerta y a través de tres ventanas en las tomas interiores. Pero esta diferencia incrementa nuestra percepción de la desesperación del hombre luego, cuando este asegura que necesita cerrar y que cierra 'cerca de la oscuridad'; es más oscuro, por así decirlo, en la cueva de la ignorancia de este hombre que lo que es afuera en la brillante luz de la verdad".

### Rodaje
El proyecto fue coproducido por Miramax Films y Paramount Vantage en una asociación 50/50, y la producción fue agendada para mayo de 2006 en Nuevo México y Texas. Con un presupuesto total de 25 millones de dólares (por lo menos, la mitad fue gastado en New Mexico), la producción fue programada para las ciudades de Santa Fe, Albuquerque y Las Vegas (la que fue utilizada para ambientar las ciudades limítrofes de Eagle Pass y Del Río, Texas), con otras escenas filmadas en los alrededores de Marfa y Sanderson al oeste de Texas. El puente que cruza la frontera entre Estados Unidos y México fue en realidad una autopista elevada en Las Vegas, con un control fronterizo construido en las interesecciones de Interstate 25 y New Mexico State Highway 65. La plaza del pueblo mexicano fue filmada en Piedras Negras, Coahuila.
Para capturar con autenticidad los solitarios paisajes aplastados por el sol, el equipo técnico y los actores se desplazaron a las secas llanura del oeste de Texas, así como también a los desiertos de Nuevo México. Según afirma Ethan Coen: "los decorados naturales son una de las razones por la que queríamos rodar la película ya que son parte íntegra del libro, de la historia. Representan un personaje más". A lo que su hermano Joel añadió: "es una tierra inhóspita, con una historia de violencia. Al igual que en la novela, el paisaje es un personaje, no se separa de la historia".
La dirección de fotografía del filme estuvo a cargo nuevamente del experimentado Roger Deakins, colaborador habitual en la obra de los Coen que tuvo que servirse de la luz natural como un instrumento para contar la historia. En una entrevista expresó que le interesaba la oposición que representaba la claridad de los escenarios exteriores con el aspecto oscuro de las locaciones interiores y el tono blanco del paisaje con el mundo moderno" Antes de filmar, Deakins contó que "el gran desafío" de su novena colaboración con los Coen era "hacerla muy realista, para que este a la par con la historia... Imagino haciéndola muy provocadora y oscura, y bastante escasa. No tan estilizada".
"Todo fue hecho en storyboards antes de empezar a filmar", dijo Deakins a Entertainment Weekly. "En No Country, hay quizás solamente una docena de filmaciones que no están en la película definitiva [...] Y solo filmamos 250.000 pies, mientras que la mayoría de las producciones de esas dimensiones filman 700.000 o un millón de pies de película. Es bastante precisa la manera en que abordaron todo... Nunca usamos un zoom", dijo. "Yo ni quisiera tengo lentes de zoom conmigo, a menos que sea para algo muy específico". La famosa escena de la moneda entre Chigurh y el veterano encargado de la estación de servicio es un ejemplo; la cámara se mueve tan lento que el público ni siquiera es consciente del movimiento. "Cuando la cámara se mueve hacia adelante, el público se está moviendo también. De hecho, estás acercándote a alguien o algo. Tiene, para mí, un efecto mucho más poderoso, porque es un movimiento tridimensional. Un zoom es más un centro de atención. Estás en el mismo lugar y te concentrás en un pequeño elemento del plano. Emocionalmente, es un efecto muy diferente".

### Dirección
Los hermanos Coen reconocieron la influencia del trabajo de Sam Peckinpah. En una entrevista con The Guardian, Ethan dijo: "Tipos duros en el suroeste disparándose entre sí. Eso es definitivamente una cosa Peckinpah. Fuimos conscientes de esas similitudes, desde luego". Hablaron sobre la puesta en escena de las escenas violentas de la película con The Sydney Morning Herald: "'Esas cosas son muy divertidas de hacer', los hermanos se meten en la conversación cuando se habla sobre su inclinación hacia la sangre. 'Incluso Javier llegaba casi al final de la película, se frotaba las manos y decía: 'Bueno, ¿a quién mato hoy?', agrega Joel. 'Es divertido de descubrir', dice Ethan. 'Es divertido trabajar en esa puesta en escena, en cómo filmarlo, cómo involucrar al público que está mirando'".
El director Joel Coen describió el proceso de filmación: "Casi puedo programar mi reloj de acuerdo a cómo me voy a sentir en las diferentes etapas del proceso. Siempre es idéntico, termine funcionando o no la película. Pienso que cuando observas el metraje, las filmaciones que vas filmando día a día, estás muy emocionado y optimista sobre cómo será. Y cuando lo ves la primera vez que armas la película, el corte más crudo, es cuando quieres volver a casa, abrir tus venas, meterte en una bañera caliente e irte. Y entonces gradualmente, quizás, vuelve hacia atrás, hacia el punto en el que estabas antes".
David Denby de The New Yorker criticó la manera en que los Coen "dispusieron de" Llewelyn Moss. "Los Coen, aunque fieles al libro", dijo, "no pueden ser perdonados por disponer de Llewelyn con tanta indiferencia. Después de ver a este imprudente, físicamente dotado tipo decente escapar de tantas trampas, tenemos mucho invertido emocionalmente en él, y aun así es eliminado, fuera de cámara, por unos mexicandos desconocidos. No es digno de una escena de muerte. Los Coen suprimieron su desenfado natural. Se han vuelto ordenados, disciplinados maestros del caos, pero uno todavía tiene la sensación de que, ahí afuera en la carretera desde ninguna parte hacia ninguna parte, están a favor más que en contra".
Josh Brolin habló sobre el estilo de dirección de los Coen en una entrevista, diciendo que los hermanos "en realidad sólo dicen lo que necesita ser dicho. Ellos no se sientan ahí como directores y te manipulan y van página tras página tratando de meterte en cierto lugar. Pueden llegar y decir una o dos palabras, así que eso era bueno para alimentar lo otro. '¿Qué debo hacer ahora? Miraré a Ethan tararear a sí mismo. Quizás eso sea lo que debo hacer también'".
En una entrevista con Logan Hill de la revista New York, Brolin expresó que "se divirtió un montón" mientras trabajaba con los Coen. "Nos divertimos mucho haciéndola", dijo. "Quizás fue porque ambos [Brolin y Javier Bardem] pensamos que seríamos despedidos. Con los Coen, hay cero elogios, realmente cero de nada. Nada de 'buen trabajo'. Nada. Y entonces, estoy haciendo una escena con Woody Harrelson. Woody no puede recordar sus líneas, da traspiés, y después ambos Coen dicen: '¡Oh Dios mío! ¡Fantástico!'".
David Gritten de The Daily Telegraph se pregunta: "Finalmente los Coen estás creciendo?". Agrega: "Si la película resulta pesimista, Joel insiste que no es responsabilidad de los Coen: 'No creo que la película sea más o menos pesimista que la novela. Tratamos de darle la misma sensibilidad'. Sin embargo, los hermanos sí admiten que es una narración oscura. 'Es renovador para nosotros hacer diferentes tipos de cosas', dice Ethan, 'y hemos hecho un par de comedias'".

### Música y sonido
Los Coen minimizaron la música utilizada en la película, dejando largos tramos desprovistos de ella. Ese concepto fue de Ethan, quien convenció a un escéptico Joel de seguir esa idea. La escasa música que hay en la película fue compuesta por el viejo compositor de los Coen, Carter Burwell, pero después de notar que la mayoría de los instrumentos musicales no quedaban bien con el sonido minimalista que tenía en mente, usó tazones cantadores y campanas metálicas, utilizados en las práctias de meditación budistas, capaces de lograr un tono prolongado. La película contiene solo 16 minutos de música, gran parte empleada durante los créditos finales. La música del tráiler fue titulada "Diabolic Clockwork" por Two Steps from Hell. La edición de sonido y efectos fueron realizados por otro viejo colaborador de los Coen, Skip Lievsay, quien utilizó una mezcla de sonidos enfáticos (disparos) y sonidos de ambiente (ruidos de maquinaria, vientos de pradera). El efecto foley del arma usada por Chigurh fue creado usando una pistola de clavos neumática.

## Recepción

### Estreno y taquilla
No Country for Old Men fue estrenada compitiendo en el Festival de Cannes 2007 el 19 de mayo. Stephen Robb de la BBC cubrió el estreno de la película en Cannes. "Sin signos todavía de ser un clásico indiscutido", dijo, "en competición este año en Cannes, No Country for Old Men podría aparecer como candidata al trofeo que Joel e Ethan se llevaron por Barton Fink en 1991". Fue estrenada en los cines estadounidenses el 9 de noviembre, con un estreno limitado en 28 salas, recaudando 1.226.333 dólares en su primer fin de semana de estreno, y también tuvo un estreno limitado en el Reino Unido e Irlanda el 18 de enero de 2008. Se transformó en la película más taquillera de los hermanos Coen hasta ese momento, recaudando más de 170 millones de dólares en todo el mundo, hasta que fue superada por True Grit en 2010.
El recibimiento de la primera proyección de la película a la prensa en Cannes fue positiva. Todo el jurado de críticos de la Screen International le dio a la película tres o cuatro estrellas sobre cuatro. En la reseña de la revista se indicó que la película no alcanzó "la grandeza que a veces parece a su alcance". Pero agregó que era "seguro que atraería un generoso público sobre la base de la trayectoria de los involucrados, el respeto por la novela y el apoyo de la crítica".

### Crítica
El filme fue aplaudido casi de forma unánime por la crítica. La película posee un 95 % de aceptación en Rotten Tomatoes sobre 227 comentarios, mientras que en Metacritic su aprobación llega al 91 %, sobre 37 comentarios.
Peter Travers la nombró "mejor película del año", la calificó con cuatro estrellas (su puntuación máxima) y expresó: "es indiscutiblemente una gran película" y en referencia a la interpretación de Bardem dijo: "está estupendo en su rol, es un monstruo que será recordado durante años".
Roger Ebert del Chicago Sun-Times también calificó al filme con cuatro estrellas y lo nombró "la segunda mejor película del año" (por detrás de Juno) y expresó: "esta película es una evocación magistral del tiempo, del lugar y de los personajes, de las opciones morales y las certezas inmorales y de la naturaleza humana y del destino".
Richard Schickel de Time dijo: "uno se siente atrapado en las garras de la película, y simplemente queda hipnotizado por su poder maldito".
Mientras que Lisa Schwarzbaum de Entertainment Weekly afirmó: "el aliento de la vida cinematográfica, a la vez que la sensibilidad y la energía, pertenecen a Joel e Ethan Coen, y este es su éxito más agitante".

### Premios
No Country for Old Men fue nominada a ocho Premios Oscar y ganó cuatro, incluyendo Mejor película. Además, Javier Bardem ganó el premio al mejor actor de reparto y los hermanos Coen ganaron los premios al mejor director y mejor guion adaptado. Las otras nominaciones fueron al mejor montaje (para los Coen como Roderick Jaynes), mejor fotografía (Roger Deakins), mejor edición de sonido y mejor mezcla de sonido.
Javier Bardem se convirtió en el primer actor español en ganar un Oscar. "Gracias a los Coen por estar lo suficientemente locos como para pensar que podía hacerlo y por poner en mi cabeza uno de los más horribles cortes de pelo de la historia", dijo Bardem en su discurso de agradecimiento en la 80.ª ceremonia de entrega de los Oscar.
Al aceptar el premio Oscar al Mejor director, Joel Coen dijo que "Ethan y yo hemos estado haciendo historias con cámaras desde que eramos niños", recordando una película super-8 que hicieron titulada "Henry Kissinger: Man on the Go". "Honestamente", dijo, "lo que hacemos ahora no se siente tan diferente a lo que hacíamos entonces. Estamos muy agradecidos a todos ustedes por dejarnos seguir jugando en nuestro rincón del arenero". Fue sólo la segunda vez en la historia de los Oscar que dos personas compartieron el premio a la dirección (Robert Wise y Jerome Robbins fueron los primeros, ganando por West Side Story de 1961).